# Okręg kowieński
Okręg kowieński (lit. Kauno apskritis) – administracyjna jednostka terytorialna poziomu państwowego, jeden z 10 okręgów Litwy, położony w centralnej części kraju, obejmujący rejon kowieński, kiejdański, koszedarski, janowski, preński, rosieński, birsztański oraz miasto Kowno. Centrum okręgu stanowi Kowno.
Okręg kowieński graniczy z okręgiem olickim, wileńskim, poniewieskim, szawelskim, tauroskim i mariampolskim.

## Historia
Jednostka podziału administracyjno-terytorialnego Litwy z centrum w Kownie powstała najprawdopodobniej około 1398 r., kiedy to w oficjalnych dokumentach wspomniany został starosta kowieński Jan Sunigajło. Starostwo było wówczas częścią kraju administrowaną przez urzędnika wyznaczonego przez Wielkiego Księcia Litewskiego – starostę lub namiestnika. Dlatego zdaniem historyków rok 1938 można uważać za datę założenia okręgu kowieńskiego. Starosta kowieński rezydował w zamku w Kownie. Od 1408 roku, kiedy Kownu nadano prawo magdeburskie, autonomiczne samorządowo miasto nie podlegało mu, z wyjątkiem niektórych, określonych kwestii. W 1486 roku, kiedy odbudowano zamek w Kownie, stał się on centrum powiatu, a namiestnik powołany przez władcę pełnił tam funkcję najwyższego urzędnika, który zarządzał okolicznym terytorium.
Po reformie administracyjno-prawnej w latach 1564–1566, Litwa, z wyjątkiem Żmudzi, na przykładzie Polski została podzielona na powiaty (okręgi). Powiat kowieński, będący do tej pory niestałą jednostką terytorialną, został podporządkowany województwu trockiemu (i należał doń do 1795 roku) i przyjął jasno określone granice. Metryka Litewska w sposób następujący opisuje terytorium powiatu kowieńskiego: „Granicą tego powiatu – z jednej strony rzeka Niewiaża do granicy Upity, z drugiej strony do granicy Wiłkomierza, włączając Kulwę i Żejmy; z trzeciej strony włączając Vaiguvę i po lewej Uogintai wzdłuż granicy Żyżmar, z czwartej strony w górę Niemna włączając Barboriškės, do puszczy Jego Królewskiej Mości, do granicy Żmudzi.” Kowno nie podlegało powiatowi. Miastu zezwolono na posiadanie pieczęci prawa ziemskiego. W 1791 roku z 20 parafii utworzono nowy okręg preński.

### Imperium rosyjskie
Na mocy ugody władz Austrii, Prus i Rosji z 1795 roku państwo polsko-litewskie zostało ostatecznie podzielone i ziemie Wielkiego Księstwa Litewskiego przypadły Rosji. Nakazem cara Mikołaja I 18 grudnia 1842 roku założona została gubernia kowieńska, w skład której weszła cała północna część guberni wileńskiej: okręg telszewski, szawelski, rosieński, upicki, nowoaleksandrowski, wiłkomierski i część dawnego okręgu kowieńskiego. Gubernia istniała do I wojny światowej. Lewobrzeżna część Kowna – Aleksota została przydzielona guberni suwalskiej. Terytorium guberni kowieńskiej obejmowało wówczas 38 400 km².
W latach 1795–1796 i 1801-43 okręg kowieński przynależał do guberni wileńskiej, od 1796 do 1801 roku do guberni litewskiej, a od 1843 do 1915 roku do guberni kowieńskiej (obszar po lewej stronie Niemna w latach 1795–1918 nie należał do okręgu).

### Okres międzywojenny
W momencie najazdu Niemiec w latach 1915–1918 okręg kowieński przynależał do obszaru Ober-Ostu (w latach 1915–1917 istniało tylko Kowno, a w latach 1917–1918 miasto i okręg).
Po I wojnie światowej i odbudowaniu państwa litewskiego, 20 grudnia 1918 roku gubernia kowieńska została podzielona na 20 okręgów, a jako pierwszy w kraju powstał okręg kowieński. 16 lutego 1919 roku ogłoszony został okólnik Ministra Spraw Wewnętrznych nr 1 „Z powodu samorządów na Litwie”, na mocy którego Litwa została podzielona na 20 okręgów. Terytorium okręgu podlegały gminy, starostwa i w drugiej kolejności miasta. Kowno było podporządkowane republice, dlatego nie wchodziło w obszar okręgu.
W latach 1941–1944 okręg wszedł w rejon obszaru kowieńskiego Generalnego Okręgu Litewskiego Komisariatu Rzeszy Wschód.
Podczas okupacji Litwy przez ZSRR dawna struktura władzy administracyjno-terytorialnej była zachowana – pozostały okręgi, gminy, miasta. W 1946 roku gminy Kronie i Rumszyszki zostały przekazane nowemu okręgowi koszedarskiemu, gmina Pokojnie – nowemu okręgowi preńskiemu, w 1947 roku gmina Wielona – okręgowi jurbarskiemu, w 1948 roku gmina Wilki – okręgowi wileckiemu, a w 1949 roku okręgowi kowieńskiemu przypadła gmina Wejwery z okręgu mariampolskiego.
20 czerwca 1950 roku Litewska Socjalistyczna Republika Radziecka zarządzeniem Prezydium Rady Najwyższej ZSRR został utworzony nowy system podziału administracyjnego – okręgi zostały wycofane, a Litwa podzielona na cztery obszary – wileński, kowieński, kłajpedzki i szawelski. Okręg kowieński został przekształcony w rejony Poniemunia (41 apylinkes – dawnych starostw) i Wiliampola (27 apylinkes), a część terytorium została przekazana rejonom Janowa (14 apylinkes), Kozłowej Rudy (12 apylinkes) i Kiedajn (4 apylinkes).

### Odbudowa niepodległości
Po odzyskaniu niepodległości przez Litwę na początku października 1993 roku mianowani zostali przez rząd przedstawiciele w 10 regionach oraz w Wilnie i Kownie. 5 sierpnia 1994 roku po przyjęciu ustawy o jednostkach administracyjnych Republiki Litwy i ich granicach, rozpoczęto odbudowę okręgów. 15 grudnia 1994 została przyjęta ustawa o władzy w okręgach. Rzeczywiste prace nad odbudową okręgów rozpoczęły się na przełomie lutego i marca 1995 roku, po mianowaniu władz okręgowych przez rząd.
W 2003 roku potwierdzony został obecny herb okręgu kowieńskiego. 1 lipca 2010 roku zniesiono administrację okręgu, jej funkcje przeniesiono na samorządy i ministerstwa, a sam okręg pozostał jednostką terytorialną.
| Rok   | Powierzchnia, km² | Liczba mieszkańców     | Podział | Miejscowości |
| 1565  |                   |                        | Birsztany, Dorsuniszki, Kormiałów, Kowno, Punia, Rumszyszki, Stokliszki | |
| 1790  | 6045              | 91 147                 | | 11 miast i miasteczek |
| ~1890 |                   |                        | | - 22 miasteczka: Opitołoki, Ejragoła, Bobty, Betygoła, Czekiszki, Datnów, Grynkiszki, Janów, Jaswojnie, Kormiałów, Kiejdany, Kroki, Łabunów, Czerwony Dwór, Rumszyszki, Średniki, Skorule, Surwiliszki, Wędziagoła, Wielona, Wilki, Żejmy |
| 1897  | 3800              | 227 431                | | - 1 miasto: Kowno - miasteczka: Ejragoła, Datnów, Janów, Kiejdany, Kroki, Średniki, Surwiliszki, Wilki |
| 1914  | 4029              | 301 800                | | |
| 1917  | 1635              | 62 311 (z Kownem)      | | |
| 1919  |                   |                        | 12 gmin: Bobty, Czekiszki, Datnów, Godlewo, Janów, Pokojnie, Czerwony Dwór, Rumszyszki, Sapieżyszki, Turžėnai, Wielona, Wędziagoła, Wilki | |
| 1923  | 2618              | 98 918                 | 16 gmin: gmina Poniemoń, Bobty, Czekiszki, Datnów, Godlewo, Janów, Łopie, Pożajście, Pokojnie, Czerwony Dwór, Średniki, Rumszyszki, Sapieżyszki, Turžėnai, Wielona, Wędziagoła, Wilki - 1 miasto: Janów - 8 miasteczek - 524 wsi - 11 parafii - 210 dworów i folwarków - 338 zagród - 15 innych osad | |
| 1930  | 2681              |                        | | |
| 1933  |                   |                        | 15 gmin | |
| 1937  |                   | 121 901 (oprócz Kowna) | | |
| 1938  | 2610              |                        | | |
| 1942  |                   | 132 800                | | |
| 1949  | 1781              |                        | 10 gmin (98 apylinkės) | - 1 miasto: Kowno - 2 miejscowości: Kaczerginie, Kołotowo |
| 1950  |                   |                        | 98 apylinkės | |
| 2001  | 8060              | 701 529                | 8 samorządów: Birsztany, Janów, Koszedary, Kowno (rejon miejski), Kowno, Kiejdany, Preny, Rosienie - 14 miasta - 2657 wsi | |

## Mieszkańcy
Rozwój demograficzny między rokiem 2001 a 2014
Histogram rozwoju demograficznego
| 2001sur. | 2007    | 2011sur. |
| -------- | ------- | -------- |
| 701 529  | 677 270 | 612 532  |
| 2012     | 2013    | 2014     |
| 599 638  | 592 816 | 587 410  |

### Skład narodowościowy
| W 2011 r. mieszkało 608 332 osób: - Litwini – 94,37% (574 096); - Rosjanie – 3,25% (19 784); - Polacy – 0,46% (2 812); - Ukraińcy – 0,34% (2 075); - Białorusini – 0,24% (1 454); - Cyganie – 0,08% (482); - Niemcy – 0,07% (438); - Żydzi – 0,06% (335); - Inni – 1,13% (6 858). | W 2001 r. mieszkało 701 529 osób: - Litwini – 93,88% (658 596); - Rosjanie – 3,75% (26 304); - Polacy – 0,54% (3 816); - Ukraińcy – 0,43% (3 008); - Białorusini – 0,28% (1 942); - Cyganie – 0,09% (617); - Niemcy – 0,08% (592); - Żydzi – 0,07% (457); - Inni – 0,88% (6 197). | W 1923 r. mieszkało 98 918 osób: - Litwini – 76,46% (75 629); - Polacy – 10,2% (10 092); - Żydzi – 6,45% (6 384); - Rosjanie – 5,6% (5 491); - Niemcy – 0,6% (592); - Białorusini – 0,12% (115); - Inni – 0,62% (615). |

## Gminy
Gminy okręgu w latach 1918–1950:
| Gmina               | Okres      | Centrum       |
| Gmina Bobty         | 1919–1948  | Bobty         |
| Gmina Czekiszki     | 1919–1948  | Czekiszki     |
| Gmina Godlewo       | 1919–1950  | Godlewo       |
| Gmina Janów         | 1919–1950  | Janów         |
| Gmina Kormiałów     | 1947–1950  | Kormiałów     |
| Gmina Kronie        | 1940–1946  | Kronie        |
| Gmina Łopie         | 1921?–1950 | Łopie         |
| Gmina Lekėčiai      | 1949–1950  | Lekėčiai      |
| Gmina Pokojnie      | 1919–1946  | Pokojnie      |
| Gmina Poniemoń      | 1920–1950  | Poniemoń      |
| Gmina Poźajście     | 1921?–1946 | Pożajście     |
| Gmina Petrašiūnai   | 1945?–1947 | Petrašiūnai   |
| Gmina Czerwony Dwór | 1919–1950  | Czerwony Dwór |
| Gmina Rumszyszki    | 1919–1946  | Rumszyszki    |
| Gmina Sapieżyszki   | 1919–1950  | Sapieżyszki   |
| Gmina Średniki      | 1920–1948  | Średniki      |
| Gmina Turžėnai      | 1919–1933  | Turžėnai      |
| Gmina Wędziagoła    | 1919–1950  | Wędziagoła    |
| Gmina Wejwery       | 1949–1950  | Wejwery       |
| Gmina Wielona       | 1919–1947  | Wielona       |
| Gmina Wilki         | 1919–1948  | Wilki         |

## Gospodarka
W okręgu kowieńskim dominuje przemysł przetwórczy. Tu wytwarza się około 1/5 całej produkcji przemysłowej Litwy. W okręgu jest rozbudowany przemysł produkcji maszyn i urządzeń, obróbki metalu, chemiczny, materiałów budowlanych, tekstylny, poligraficzny, meblowy, szklarski i żywieniowy.
Najważniejsze wytwarzane produkty to: meble, przędza, tkaniny, leki, mięso i podroby, produkty mleczarskie, mączne, pasze kombinowane, nawozy mineralne, kwasy siarkowe i fosforowe, produkty konserwowane, cegły, tarcica, torf, papier, piwo i napoje bezalkoholowe, wódki i likiery, wody mineralne.
Objętość produkcji sprzedanej przemysłu w 2005 roku wzrosła w Kownie oraz w rejonach Janowa, Kiedajn i Koszedar. Pod względem objętości produkcji sprzedanej okręg kowieński jest jednym z przodujących okręgów w kraju.
Zgodnie z danymi z roku 2003 w okręgu było zarejestrowanych 56 państwowych i 26583 prywatnych firm, z których w samorządzie miasta Kowna jest 80% zamkniętych spółek akcyjnych, 60% spółek akcyjnych, 68% firm indywidualnych.
Za granicę eksportuje się szczególnie produkty tekstylne, odzież, futra, maszyny elektryczne, drewno i produkty drewniane, meble. Podstawowy rynek eksportowy to Unia Europejska z krajami skandynawskimi oraz Rosja i USA. Włączenie w rynki międzynarodowe zdopingowało zakłady przemysłowe do osiągania lepszej jakości produkcji zgodnie ze standardami międzynarodowymi (produkty wielu firm odpowiadają standardom ISO), dlatego rośnie konkurencyjność firm przemysłowych na rynkach wschodnich, jak i zachodnich.

## Rolnictwo
Znaczną część terytorium okręgu zajmują ziemie przeznaczone pod uprawę roli (56,5%), lasy (29,2%), zbiorniki wodne i inne ziemie (9,1%). Duża część ziem jest prywatna, własność sięga 75,3% całej powierzchni.
Rolnictwo w okręgu kowieńskim wyspecjalizowane jest i rozwijane intensywnie w kierunku hodowli bydła, uprawy zbóż, sadownictwa. Rozwijane jest rolnictwo przy miastach. Najbardziej intensywna produkcja rolnicza ma miejsce w rejonie kiejdańskim. Rejon ten odznacza się również obecnością gospodarstw, stosujących zmodernizowane, postępowe technologie, dzięki którym obserwuje się znacząco większy urodzaj.
Mieszkańcy okręgu kowieńskiego utrzymują się z rolnictwa w mniejszym stopniu niż przeciętnie w kraju, w tej sferze pracuje tylko 7% wszystkich zatrudnionych, podczas gdy średnio na Litwie – 14,7% wszystkich zatrudnionych mieszkańców.
Zgodnie z danymi departamentu statystyki w okręgu kowieńskim do 1 czerwca 2003 roku zarejestrowanych było 38 925 gospodarstw o łącznej powierzchni 388 200 ha. Przeciętna powierzchnia gospodarstwa wynosiła 9,97 ha.
W okręgu kowieńskim gospodarstwa o powierzchni do 30 ha najczęściej są mieszane, a posiadające ponad 30 ha zajmuje uprawa roślin. Determinują to przyrodnicze i ekonomiczne warunki rozwoju rolnictwa. Połowę wszystkich zasiewów obejmują zboża. Prawie wszystkie nadmiernie mokre tereny rolnicze są osuszane.
W okręgu działają i rozwijają się instytuty naukowo-badawcze, centra przygotowania specjalistów ds. rolnictwa, czy produkcja technologii rolniczych. To Uniwersytet Aleksandrasa Stulginskisa (do 2011 roku Litewski Uniwersytet Rolniczy), instytuty naukowo-badawcze w Boptach, Czerwonym Dworze, Datnowie (rejon kiejdański), fabryka techniki rolniczej (w rejonie rosieńskim).

## Transport
Okręg kowieński – jedyny region krajów bałtyckich, gdzie spotykają się dwa paneuropejskie korytarze transportowe – I i IX B (ruchu samochodowego) oraz I i IX D (kolejowe).
W okręgu jest 345 dróg. Całkowita długość dróg ekspresowych – 344,6 km, krajowych – 602,6 km, rejonowych – 1929,1 km. Długość dróg lokalnych – 8818 km (wliczając drogi w Kownie oraz innych miastach), z czego 1817 km posiada naprawioną nawierzchnię (21%).
W okręgu jest dobrze rozwinięty transport kolejowy pasażerski oraz towarowy we wszystkich kierunkach, ponadto projektowane są europejskie tory kolejowe biegnące od granicy z Polską przez Kowno i Rygę do Talina.
W Kormiałowie k/Kowna funkcjonuje kowieńskie międzynarodowe lotnisko, mogące przyjąć i obsłużyć samoloty praktycznie wszystkich typów. Lotnisko obsługuje dwie trzecie towarów przewożonych za pomocą transportu lotniczego na Litwę i jest najpotężniejszym centrum przewozu towarów w krajach bałtyckich.

## Oświata i nauka
W okręgu działa 7 uniwersytetów (to 1/3 szkół wyższych w całym kraju), na których studiuje 46 tys. studentów. Liczba studentów w ciągu ostatnich 5 lat zwiększyła się o 38,5%. Zmiana sektora oświaty i nauki ma wpływ na gospodarkę okręgu kowieńskiego oraz sytuację społeczną i demograficzną.
W Kownie funkcjonuje jedyne muzeum pedagogiczne w okręgu.
Liczba szkół ogólnokształcących w okręgu maleje (z 383 w 1999 roku do 338 w 2003). Średnia liczba uczniów – 333. Po przeprowadzeniu reformy oświaty prognozowany jest dalszy spadek liczby szkół i uczniów.

## Mieszkańcy
Okręg kowieński leży w geograficznym centrum Litwy. W okręgu, zajmującym 12,4% terytorium całego kraju, w 2005 roku żyło ok. 20% jego mieszkańców (okręg osiąga pod tym względem drugie miejsce w kraju). Pod względem gęstości zaludnienia (85 os./km²) okręg 1,63 raza przewyższa uśrednioną gęstość zaludnienia Litwy (53 os./km²). Najgęściej zaludniona jest gmina Kowno (2315,9 os./km²), a najrzadziej gmina Rosienie (27,4 os./km²). Ponad połowa (54%) mieszkańców okręgu mieszka na terytorium gminy Kowno.
Obecnie obserwuje się zanik małych miasteczek i tendencję do poszerzania się przedmieść Kowna. Formuje się układ urbanistyczny w formie gwiazdy z jądrem w Kownie oraz ramionami kolejno w Janowie, Kiejdanach, Wilkach, Prenach, Żyżmorach.
Ogólne tendencje demograficzne w Kownie są podobne do reszty kraju. Liczba mieszkańców okręgu w ciągu 10 lat zmniejszyła się o 67 tys., tj. 9,7%. Na Litwie w tym samym okresie (1994-2004 r.) – o 9,3% (274 tys.). Skład narodowościowy jest jednolity – w okręgu Litwinów jest 93,9%, na Litwie – 83,4%.

### Miasta
W okręgu jest 13 miast (spis według wielkości):
1. Kowno
2. Janów
3. Kiejdany
4. Godlewo
5. Rosienie
6. Preny
7. Koszedary
8. Żyżmory
9. Ejragoła
10. Birsztany
11. Wilki
12. Ażarele
13. Jezno

## Współpraca międzynarodowa
- Obwód królewiecki, Rosja
- Kronoberg, Szwecja
- Frederiksborg, Dania
- Vestfold, Norwegia
- Prefektura Saloniki, Grecja
- Komi, Rosja
- Peijet Hemė, Finlandia
- Ulan Udė, Rosja
- Obwód charkowski, Ukraina
- Województwo podlaskie, Polska
- Region witebski, Białoruś
- Bioblingen, Niemcy
- Okręg zaporoski, Ukraina

## Turystyka
Okręg nie posiada wystarczająco dużo wysokiej jakości zasobów turystycznych, ma jednak stosunkowo duży potencjał turystyki przyrodniczej, na który składają się zbiorniki wodne – jeziora i rzeki, a także lasy.
Do najważniejszych i najciekawszych obiektów turystyki przyrodniczej, jak i kulturoznawczej, ekologicznej, agroturystyki, a także miejsc aktywnego wypoczynku należą park regionalny Zalewu Kowieńskiego, Zakola Niemna, Dubisy, części parków regionalnych Wysokiego Dworu, Poniemunia, Cytowian, Krakinowa, jedno uroczysko, 50 obszarów chronionych samorządowo i 35 w ramach parków narodowych, a także wąwozy Niemna, Wilii, Niewiaży, Dubisy, Verkne. W okręgu kowieńskim znajduje się wiele obiektów dziedzictwa etnokulturowego.
W ostatnich latach zaobserwowano rozwój biznesu usług turystycznych. Rosną dochody zarówno z turystyki przyjazdowej, jak i wyjazdowej. W okręgu rośnie liczba turystów zagranicznych, szczególnie z Niemiec, Polski i innych krajów europejskich, zarówno przepływających, jak i liczba turystów miejscowych.
Usługi noclegowe w okręgu kowieńskim składają się na 9,5% łącznej liczby litewskich przedsiębiorstw. Korzysta z nich 16,3% łącznej liczby odwiedzających Litwę. 82,6% gości korzystało z usług w Kownie.

## Władze okręgu
- Jonas Slavinskas
- Juozas Mikuckis
- Konstantinas Nekvedavičius
- Petras Kerpė
- Pranas Morkus
- Julius Čaplikas
- Kazimieras Matulevičius
- Vladas Sidaravičius
- Jurgis Glušauskas
- Vincas Paleckis
- w 1995 r. Petras Mikelionis
- w 1997 r. Kazys Starkevičius
- w 2000 r. Giedrius Buinevičius
- w 2001 r. Valentinas Kalinauskas
- w 2004 r. Zigmantas Benjaminas Kazakevičius
- w 2006 r. Romualdas Morkevičius

## Odnośniki
- Apskrities tinklalapis
- Apskrities istorija
- Statistiniai duomenys. kastat.lt. [zarchiwizowane z tego adresu (2006-06-29)].
- Apskrities miestai ir miesteliai
- Kauno apskrities lankytinos vietos. rimutija.com. [zarchiwizowane z tego adresu (2008-01-20)].
- Keletas žymesnių apskrities bažnyčių
- Kauno regiono turizmo informacijos centras